# Mason, Ohio
Mason är en stad i sydvästra Warren County, Ohio, USA. Mason var en del av Deerfield Township fram till februari 1997.

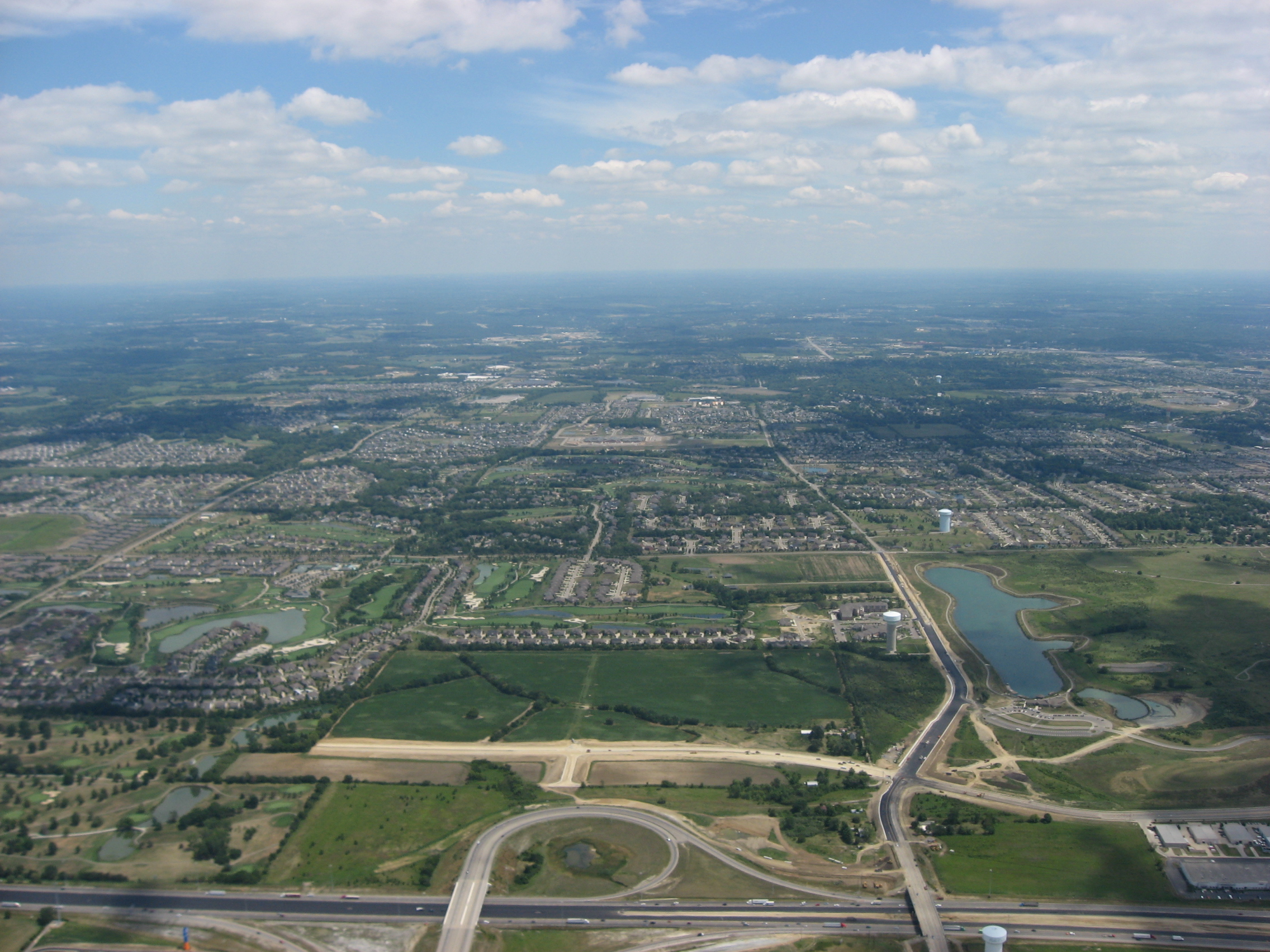
Mason från väster